# Valérie Donzelli
Valérie Donzelli (Épinal, 2 marzo 1973) è una regista, attrice e sceneggiatrice francese.

## Biografia
Di particolare rilievo è il film che ha diretto e interpretato (come protagonista) La guerra è dichiarata, candidato come miglior film straniero agli Oscar del 2012 senza entrare nella cinquina e come miglior film al Premio Cesar 2012, e vincitore, tra gli altri, del Grand Prix al Festival du film de Cabourg e del Festival internazionale del cinema di Gijón.

## Filmografia parziale

### Regista e sceneggiatrice
- Il fait beau dans la plus belle ville du monde – cortometraggio (2007)
- La Reine des pommes (2009)
- Madeleine et le Facteur – cortometraggio (2010)
- La guerra è dichiarata (La guerre est déclarée) (2011)
- Main dans la main (2012)
- Que d'amour! – film TV (2013)
- Marguerite & Julien - La leggenda degli amanti impossibili (Marguerite et Julien) (2015)
- Le Cinéma de maman  – cortometraggio (2018)
- Notre dame (2019)
- Il coraggio di Blanche (L'Amour et les Forêts) (2023)

### Sceneggiatrice per altri registi
- La vie parisienne, regia di Vincent Dietschy (2012)

### Attrice
- Sous mes yeux, regia di Virginie Wagon – film TV (2002)
- Qui a tué Bambi?, regia di Gilles Marchand (2003)
- Violenza estrema (Cette femme-là), regia di Guillaume Nicloux (2003)
- Finché nozze non ci separino (Le Plus Beau Jour de ma vie), regia di Julie Lipinski (2004)
- Voici venu le temps, regia di Alain Guiraudie (2005)
- L'Intouchable, regia di Benoît Jacquot (2006)
- La guerra è dichiarata (La guerre est déclarée), regia di Valérie Donzelli (2011)
- Saint Laurent, regia di Bertrand Bonello (2014)
- Les Chevaliers blancs, regia di Joachim Lafosse (2015)
- Notre dame, regia di Valérie Donzelli (2019)
- La doppia vita di Madeleine Collins (Madeleine Collins), regia di Antoine Barraud (2021)
- Capitaine Marleau, serie TV regia di Josée Dayan (2022)
- Making of, regia di Cédric Kahn (2023)
- Ma vie ma gueule, regia di Sophie Fillières (2024)
- Les Musiciens, regia di Grégory Magne (2025)

## Doppiatrici italiane
Nelle versioni in italiano dei suoi lavori, Valérie Donzelli è stata doppiata da:
- Stella Musy ne La guerra dichiarata
- Elisabetta Spinelli in Finché nozze non ci separino
- Barbara De Bortoli in La doppia vita di Madeleine Collins